# Gavutu
Gavutu es un pequeño islote en la Provincia Central de las Islas Salomón, con unos 500 metros de largo. Es una de las Islas Nggela.
Los primeros europeos que la avistaron fueron los españoles en la expedición de Álvaro de Mendaña en 1568.
Junto con la cercana isla de Tanambogo, desempeñó un papel importante en la campaña de Guadalcanal durante la Segunda Guerra Mundial. En 1942, los japoneses trataron de establecer una base de hidroaviones de la isla. Entre el 7 y el 9 de agosto de 1942 en la Batalla de Tulagi y Gavutu-Tanambogo, elementos de los Marines de los Estados Unidos asaltaron y ocuparon la isla.